# Jim French (cầu thủ bóng đá, sinh năm 1926)
James Robert French (27 tháng 11 năm 1926 – tháng 2 năm 2004) là một cầu thủ bóng đá người Anh có 53 lần ra sân ở Football League thi đấu ở vị trí tiền đạo tầm xa cho Northampton Town và Darlington trong thập niên 1950. Ông cũng từng đầu quân cho Middlesbrough nhưng không bao giờ thi đấu cho họ ở Giải vô địch.